# Titularbistum Minervium
Minervium (ital.: Minervino Murge) ist ein Titularbistum der römisch-katholischen Kirche.
Es geht zurück auf einen Bischofssitz in der Stadt Minervino Murge, die sich in der italienischen Region Apulien befindet. Das Bistum Minervino (Minerbinum) war dem Erzbistum Trani als Suffraganbistum unterstellt und wurde 1818 aufgehoben und dem Bistum Andria inkorporiert.
| Titularbischöfe von Minervium |                         |                                                  |                  |                |
| Nr.                           | Name                    | Amt                                              | von              | bis            |
| 1                             | Ramón Torrella Cascante | Weihbischof in Barcelona (Spanien) Kurienbischof | 22. Oktober 1968 | 11. April 1983 |
| 2                             | Ryszard Karpiński       | Weihbischof in Lublin (Polen)                    | 19. August 1985  | 5. Januar 2024 |